# Gustav Hägglund
Johan Edvin Birger Gustav Hägglund (Viipuri, 1938. szeptember 6. –) nyugállományú finn tábornok. Finnország vezérkari főnöke volt 1994-től 2001-ig. Azután pedig az Európai Unió Katonai Bizottságának első elnöke 2001-től 2004-ig. Az EU ezen legmagasabb katonai feladatkörében a közösség kríziskezelési képességének fejlesztésén munkálkodott. 
A Finn Véderő főparancsnokaként hét szolgálati éve alatt nyugatiasította a finn honvédséget a védelmi készenlétből, illetve erőből nem engedve, megalkuvás nélkül. Hägglund kezdeményezése alapján illetve vezetésével valósították meg a sorkötelességi szolgálati tartam illetve képzési tartalom teljes reformját. 
Hägglund által erősen szorgalmazott reform volt a Finn Honvédelmi Főiskola megalapítása, illetve az ott nyújtandó képzés fejlesztése. 
Hägglund parancsnokságának idején kezdték meg a Finnország és a NATO közötti Békepartnerségi Programot. Finnország bejelentette, hogy a NATO-csatlakozás választási lehetőségként nyitva marad, és csatlakozott a NATO vezette békefenntartó műveletekhez Boszniában. A finn nők pedig lehetőséget kaptak a sorkötelesség önkéntes teljesítésére.
Apja Woldemar Hägglund.